# Jacob van Foreest (1640-1708)

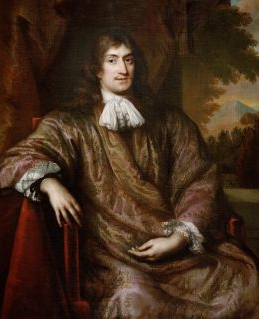
Jacob van Foreest

Jacob van Foreest (Hoorn, 17 oktober 1640 – Hoorn, 3 januari 1708) was onder meer lid van de vroedschap en burgemeester van Hoorn, (tweede) secretaris van de Gecommitteerde Raden van Holland in het Noorderkwartier en bewindhebber van de Verenigde Oost-Indische Compagnie. Tevens was hij hoofdingeland van de Heerhugowaard, de Schermer, de Beemster en de Purmer.
Jacob van Foreest werd geboren als zoon van Dirk van Foreest (1614-1679) en Hester van Foreest (1615-1705). Op 15 maart 1671 trouwde hij te Hoorn met Maria Sweers (1649-1720), dochter van Jan Sweers en Antonetta Merens. Zij kregen zeven kinderen, drie dochters en vier zoons. Zijn zoons Dirk en Nanning zullen in hun vaders voetsporen treden als Hoornse regenten.